# Ксани
Ксани (пол. Ksany) — село в Польщі, у гміні Опатовець Казімерського повіту Свентокшиського воєводства.
Населення — 209 осіб (2011).
У 1975-1998 роках село належало до Келецького воєводства.

## Демографія
Демографічна структура на день 31 березня 2011 року:
|          | Загалом | Допрацездатний вік | Працездатний вік | Постпрацездатний вік |
| -------- | ------- | ------------------ | ---------------- | -------------------- |
| Чоловіки | 109     | 19                 | 68               | 22                   |
| Жінки    | 100     | 10                 | 50               | 40                   |
| Разом    | 209     | 29                 | 118              | 62                   |